# Pseudorubellia thoracica
Pseudorubellia thoracica är en insektsart som beskrevs av Vitaly Michailovitsh Dirsh 1963. Pseudorubellia thoracica ingår i släktet Pseudorubellia och familjen Pyrgomorphidae.

## Underarter
Arten delas in i följande underarter:
- P. t. thoracica
- P. t. geniculata